# Джон Вільямс (вершник)
Джон Вільямс (англ. John Williams; нар. 4 квітня 1965) — американський вершник.
Бронзовий призер Олімпійських Ігор 2004 року в командному триборстві.
Переможець Всесвітніх ігор з кінного спорту 2002 року.